# Drama v Moskve
Drama v Moskve é um filme de drama russo de 1906 dirigido por Vasily Goncharov.

## Enredo
O filme fala sobre a atriz, que recebe um telégrafo com o qual fica sabendo que pode conseguir cem mil rublos porque venceu o processo. Depois disso, ela, junto com um fã que caminhava por Moscou, visitou vários restaurantes. Enquanto caminhava no parque, um fã tenta beijar a atriz, mas ela não permite que ele faça isso, e como resultado o fã atira nela e então - em si mesma.

## Elenco
- Pyotr Chardynin
- Aleksandra Goncharova